# بيلي هولم
بيلي هولم (بالإنجليزية: Billy Holm) هو لاعب كرة قاعدة أمريكي، ولد في 21 يوليو 1912 في شيكاغو في الولايات المتحدة، وتوفي في 27 يوليو 1977 في إيست شيكاغو في الولايات المتحدة.

## وصلات خارجية
- بيلي هولم على موقع دوري كرة القاعدة الرئيسي (الإنجليزية)
- بيلي هولم على موقعبيزبول رفرنس.كوم (الدوري الرئيسي) (الإنجليزية)
- بيلي هولم على موقعبيزبول رفرنس.كوم (الدوري الثانوي) (الإنجليزية)